# Käthe Günther
Käthe Günther (* 11. Januar 1873 in Gnötzheim/Unterfranken; † 9. Oktober 1933 in Rothenburg ob der Tauber) war eine deutsche Politikerin (DDP). Als einzige Frau war sie in der Zeit der Weimarer Republik Präsidiumsmitglied des Bayerischen Landtags.

## Beruf und Politik
Käthe Günther war Bezirksoberlehrerin.
Von 1919 bis 1920 war Günther für die Deutsche Demokratische Partei Abgeordnete im Bayerischen Landtag. Gewählt wurde sie am 12. Januar 1919 im Stimmkreis Nürnberg III. In der Folge gehörte sie dem ersten Landtag von 1919 an. Sie wurde Mitglied der Ausschüsse III. Wahlprüfungs-Ausschuss und X. Lehrergesetz-Ausschuss und später noch des Ausschusses zur Beratung des Gesetzentwurfes über die Änderung des Volksschullehrergesetzes und des Schulbedarfsgesetzes und des Beamtenbesoldungs-Ausschusses.
Bei der folgenden Wahl wurde Günther 1920 im Stimmkreis Nürnberg III und Mittelfranken VII in ihrem Mandat bestätigt. Als einzige Frau bis 1950 wurde am sie 15. Juli 1920 als 3. Schriftführerin in das Präsidium des Bayerischen Landtags gewählt. Sie gehörte dem Ausschuss für die Geschäftsordnung an. Aus unbekannten Gründen legte sie bereits am 29. September 1920 ihr Mandat nieder. Ihr Nachfolger wurde Hans Schnitzler.
Käthe Günther war evangelisch.